# Râul Rotilași
Râul Rotilași este un curs de apă, afluent al râului Șușița. 